# Clermont-les-Fermes
Clermont-les-Fermes ist eine französische Gemeinde mit 99 Einwohnern (Stand 1. Januar 2022) im Département Aisne in der Region Hauts-de-France (vor 2016 Picardie). Sie gehört zum Arrondissement Vervins, zum Kanton Vervins und zum Gemeindeverband Portes de la Thiérache.

## Geographie
Die Gemeinde Clermont-les-Fermes liegt im Süden der Thiérache, 28 Kilometer nordöstlich von Laon. Nachbargemeinden von Clermont-les-Fermes sind Montigny-le-Franc im Norden, Chaourse im Nordosten, La Ville-aux-Bois-lès-Dizy im Osten, Boncourt im Südosten, Bucy-lès-Pierrepont im Süden und Westen sowie Ébouleau im Nordwesten.

## Geschichte
Die Gemeinde wurde am 1. Januar 2017 durch Erlass der Präfektur aus dem Arrondissement Laon in das Arrondissement Vervins eingegliedert.

## Bevölkerungsentwicklung
| Jahr                       | 1962 | 1968 | 1975 | 1982 | 1990 | 1999 | 2006 | 2014 | 2021 |
| Einwohner                  | 309  | 301  | 193  | 164  | 130  | 131  | 135  | 123  | 101  |
| Quellen: Cassini und INSEE |      |      |      |      |      |      |      |      |      |

## Sehenswürdigkeiten
- Wehrkirche Saint-Blaise
- Alter Bahnhof von Clermont-les-Fermes

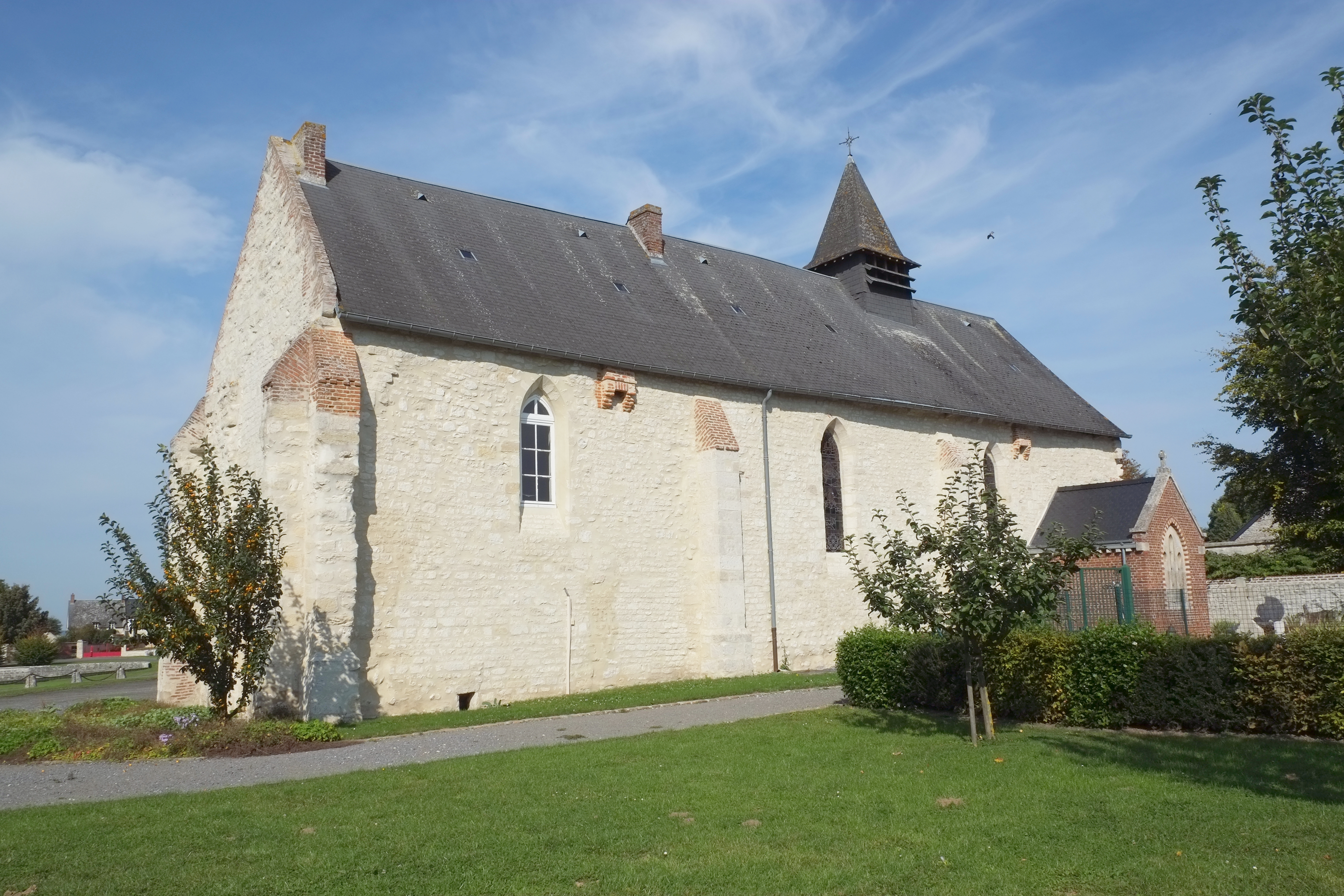
Kirche Saint-Blaise
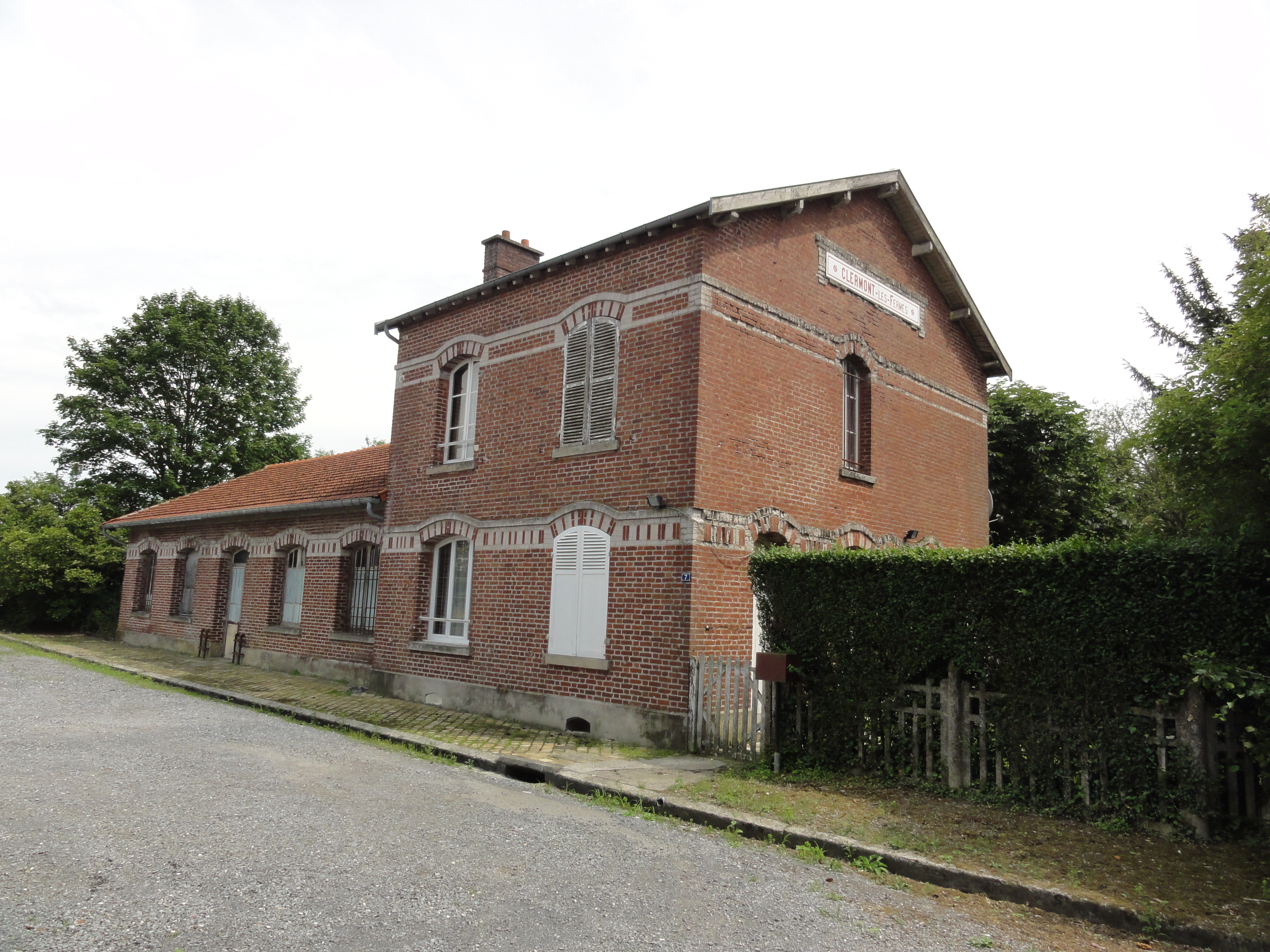
Ehemaliger Bahnhof